# Oedipina ignea
Oedipina ignea es una especie de salamandras en la familia Plethodontidae.
Habita en Guatemala, Honduras y posiblemente en El Salvador.
Su hábitat natural son los montanos húmedos tropicales o subtropicales.
Está amenazada de extinción debido a la destrucción de su hábitat.